# Bigode
Bigode (eredeti nevén João Ferreira; (Belo Horizonte, 1922. április 4. – Belo Horizonte, 2003. július 31.), brazil labdarúgóhátvéd. Beceneve portugálul bajuszt jelent. Az 1950-es labdarúgó-világbajnokságon második helyezést elért brazil csapat tagja.

## Pályafutása

### Klubcsapatokban
Pályafutása során, 1940 és 1956 között a következő csapatokban játszott:  Atlético Mineiro, Fluminense, Flamengo, Fluminense.

### A válogatottban
1949-től 1950-ig  11 alkalommal szerepelt a brazil válogatottban. Az 1950-es labdarúgó-világbajnokságon második helyezést elért brazil csapat tagja.